# Jelena Oluić
Jelena Oluić (* 15. Januar 1994) ist eine serbische Volleyballspielerin.

## Karriere
Oluić begann ihre Karriere 2008 bei ŽOK Spartak Subotica. Mit dem Verein wurde sie in der Saison 2011/12 serbische Vizemeisterin und stand im nationalen Pokalfinale. Mit der Juniorennationalmannschaft wurde die Außenangreiferin 2012 Vize-Europameisterin. 2013 wurde sie in der Liga erneut Vizemeisterin. Außerdem nahm sie an der Juniorinnen-WM teil. 2015 gab es die dritte Vize-Meisterschaft mit Subotica. 2016 wechselte Oluić zu OK Jedinstvo Stara Pazova. In der Saison 2016/17 gewann sie mit dem Verein den nationalen Pokal und wurde erneut Vizemeisterin. Anschließend wurde sie vom deutschen Meister SSC Palmberg Schwerin verpflichtet. Mit Schwerin gewann sie mit den Schwerinerinnen den VBL-Supercup und die Meisterschaft. Nach einem einjährigen Gastspiel in Deutschland kehrte sie nach Serbien zurück und spielt in der Saison 2018/19 für Zeleznicar Lajkovac.